# Projecció sinusoïdal

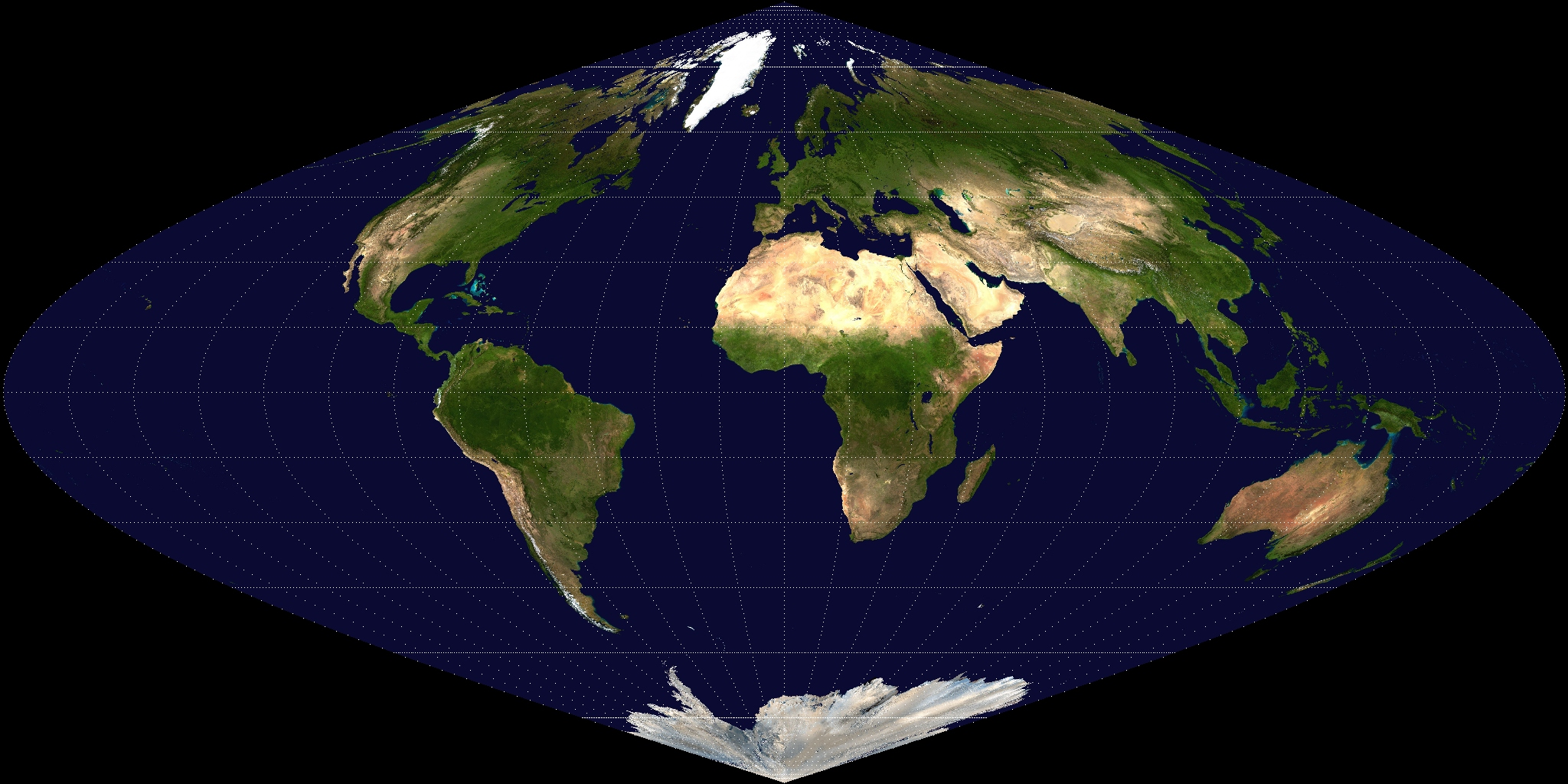
Projecció sinusoidal de la Terra.

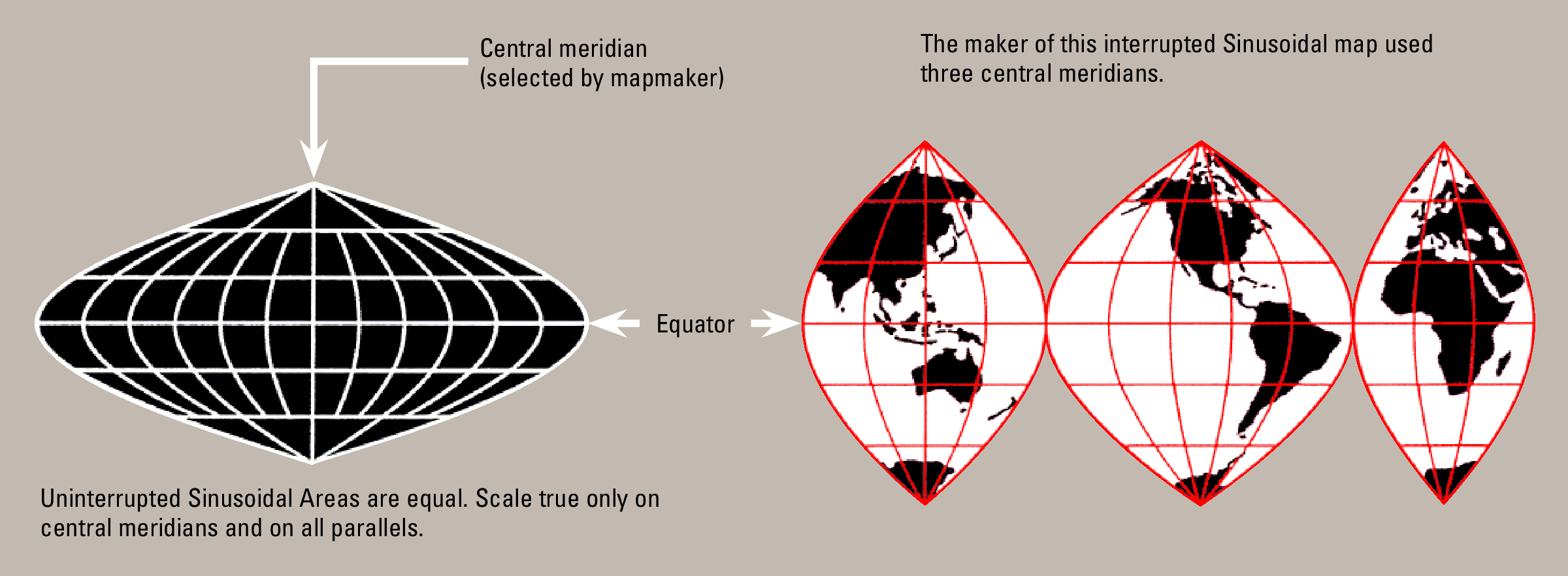
Una projecció sinusoidal mostra les mides relatives amb exactitud, però distorsiona les formes i direccions. La distorsió pot ser reduïda "interrompent" el mapa.

Projecció sinusoidal amb la indicatriu de Tissot.

La projecció sinusoidal és una projecció cartogràfica pseudo-cilíndrica equivalent (manté les proporcions de les àrees) però no és conforme (distorsiona les formes i els angles).
Aquesta projecció és un artefacte matemàtic, no una representació d'una construcció geomètrica.
La distorsió de formes i angles creix cap a les vores del mapa o cap a les zones polars.
En aquesta projecció els paral·lels apareixen representats com rectes, separats per uns distància constant. El meridià central també apareix representat recte, la resta de meridians apareixen representats com corbes sinusoidals.
L'escala és constant al llarg dels paral·lels i també del meridià central.
Suposant una escala a l'Equador escala i un meridià central de longitud long0, aquestes són les equacions per a un mapa d'aspecte equatorial per a obtenir les coordenades cartesianes x, y en el pla per al lloc amb longitud long i latitud lat:
```
x = escala * (long - long0) * cos(lat)
y = escala * lat
```